# Federico Sopeña
Federico Sopeña Ibáñez (Valladolid, 25 de enero de 1917 - Madrid, 22 de mayo de 1991) fue un historiador del arte, musicólogo, filósofo, museógrafo y  sacerdote católico. Prelado doméstico del Vaticano, fue también director del Museo del Prado entre 1981 y 1983.

## Biografía
Hijo del ingeniero Mariano Sopeña Atienza y su mujer, Asunción Ibáñez de Mayandía, nació en Valladolid, pero su infancia transcurrió en Bilbao, adonde se trasladó su familia al año siguiente. Tuvo dos hermanos, Ángel y Claudio. Allí recibió clases de piano mientras cursaba estudios primarios en el colegio de Santiago Apóstol: «Todo lo que he sido en música, a Bilbao se lo debo. A los cinco años tocaba un concierto a cuatro manos». Con diez cumplidos (1927) marchó con su familia a Madrid y allí cursó el Bachillerato y continuó sus estudios musicales. Posteriormente se licenció y doctoró en Derecho y Filosofía y Letras por la Universidad Complutense. Pasó la guerra civil en el frente republicano. Llegó a ser incorporado al ejército leal a la República y estuvo en los frentes de Teruel y Extremadura. Tras la guerra concluyó sus estudios, actuó en emisiones de radio y fue activista de Acción Católica y ejerció de crítico musical en el diario falangista Arriba (1939-1943) y en las revistas Escorial, Vértice o Tajo. Años después colaboraría con publicaciones como Música, Arbor, Revista de Ideas Estéticas y Ritmo; en estos años fue también Secretario de la Comisaría General de Música y participó en la organización de la Orquesta Nacional de España. 
En 1943 ingresó en el Seminario de Vitoria y luego en Universidad Pontificia de Salamanca; el 4 de abril de 1949 se ordenó sacerdote en la iglesia de los Padres Franciscanos de Madrid. De 1949 a 1951 estudió Teología en la Universidad Gregoriana de Roma y allí fue vicerrector de la Iglesia Española de Montserrat (1949 y 1951) y capellán de la Academia Española de dicha ciudad. También dirigió la Academia Española de Bellas Artes en Roma (1977-1981). Siendo párroco de la iglesia de Santo Tomás de la Ciudad Universitaria de Madrid (1953-1977) se vinculó a las posturas más aperturistas del catolicismo de su época coincidentes con el Concilio Vaticano II.
Fue un buen amigo de Joaquín Turina, Dolores Rodríguez Aragón, José Forus y Joaquín Rodrigo. De 1951 a 1956 ocupó la dirección del Conservatorio de Madrid, donde, asimismo, fue catedrático de Estética y de Historia de la Música durante más de treinta años. Allí promovió conciertos, inauguró la fonoteca y creó la revista Música. Fue inspector de los conservatorios españoles y en el curso de tales funciones planeó la reforma de la enseñanza musical de España cuando dirigió la Comisaría General de Música del Ministerio de Educación y Ciencia (1971-72); dimitió de su cátedra de Estética e Historia de la Música como consecuencia de la crisis política que provocó el cese de su amigo, el ministro Joaquín Ruiz-Giménez. El 1 de abril de 1958 fue elegido académico de número de la Real Academia de Bellas Artes de San Fernando y en mayo de 1969 lo nombraron asimismo secretario de esta institución, cargo que desempeñó hasta 1977, siendo después director interino de la misma hasta que se le ratificó en el cargo en 1988 y lo desempeñó hasta su muerte en 1991. De 1960 a 1966 fue crítico musical del diario ABC (1960-1966) y de Ya (1967-1971, y 1975-1976), y luego colaboró también en el Diario Castilla de Valladolid, en la Hoja del Lunes (1976) y en los diarios Informaciones y El País. En 1963 inició un programa religioso diario, "Buenos días, Señor", en Radio Madrid, que obtuvo el premio Ondas (1965) al programa religioso más destacado del año. En ese mismo año el papa Pablo VI le dio el título de prelado doméstico y el tratamiento de "monseñor". Junto a Pedro Laín Entralgo y Federico Mayor Zaragoza fundó en París la Academia Europea de Ciencias, Artes y Letras y propició la entrada en la Academia de compositores y artistas como Cristóbal Halffter, Antón García Abril, Luis de Pablo, Gustavo Torner, Manuel Rivera y Carmelo Bernaola.
En la posguerra algunos consideran que hostilizó a algunos músicos vinculados a la oposición al franquismo, como Ataúlfo Argenta,  y cuya carrera fue un puro producto de la promoción falangista. En octubre de 1981 sustituyó a José Manuel Pita Andrade en la dirección del Museo del Prado, lo que conllevó la dimisión del subdirector (Alfonso Pérez Sánchez), quien consideraba que Sopeña no era la persona apropiada para el cargo. Durante su mandato se llevaron a cabo varias exposiciones sobre la vida y obra de Bartolomé Esteban Murillo, se constituyó la Fundación Amigos del Museo del Prado y se creó el Gabinete Didáctico que serviría de apoyo para las restauraciones. Fue cesado al llegar al gobierno socialista de Felipe González en 1983. Fue miembro del jurado del Concurso internacional de piano Paloma O'Shea (1982). En junio de 1984 fue nombrado presidente de la Federación Española de Amigos de los Museos y el 15 de febrero de 1991 recibió el Premio Castilla y León de las Ciencias Sociales y Humanidades, entrando en mayo de ese mismo año a formar parte del Patronato de la Escuela Superior de Música Reina Sofía promovido por la Fundación Isaac Albéniz. Murió en ese mismo año siendo director de la Real Academia de Bellas Artes de San Fernando. Su biblioteca particular sirvió para la creación, en 1994, de la Biblioteca de la Fundación Marcelo Botín.
Dedicó numerosos estudios a los músicos españoles, especialmente a Manuel de Falla. Fue el primero en publicar estudios sobre Gustav Mahler fuera del ámbito cultural alemán por lo que recibió la Orden al Mérito de la República de Austria (1980). Escribió dos autobiografías: Defensa de una generación (1970) y Escritos de noche (1985).

## Distinciones
- Gran Cruz de la Orden Civil de Alfonso X el Sabio (1977)[5]
- Orden al Mérito de la República de Austria (1980)[5]

## Obras
- Dos años de música en Europa (1942).
- Joaquín Turina, 1943; Madrid, Editora Nacional, 1956.
- Joaquín Rodrigo (1946); Madrid: Ministerio de Educación y Ciencia, 1970.
- Ed. de Manuel de Falla, Escritos. Madrid: Publicaciones de la comisaría general de la música (impr. de Editorial Magisterio Español), 1947.
- Segunda vida: diario y cartas Madrid: [s.n.], 1950.
- La misa del día entero Madrid, 1953.
- La música europea contemporánea: panorama y diccionario de compositores, Unión musical, 1953.
- Sermón de las siete palabras. Madrid: Ateneo, 1953.
- Mozart, Madrid: [s.n.], [1956].
- La música en la vida espiritual, Madrid: Taurus, 1958.
- Stravinsky (1958).
- Historia de la música española contemporánea (1958); Madrid: Ediciones Rialp, 1976.
- Introducción a Mahler (1960).
- La gracia en 33 revoluciones [Madrid P. P. C. Marsiega 1960].
- Notas sobre la vocación profesional Barcelona [etc]: Propaganda Popular Católica, 1960.
- La confesión, Madrid: Ediciones Rialp, 1962.
- Amor y matrimonio Madrid: Propaganda Popular Católica, [1962].
- Atlántida: Introducción a Manuel de Falla (1962).
- Amor y noviazgo (un mensaje a los universitarios) Madrid: Propaganda Popular Católica [Marsiega 1964].
- Las dos enseñanzas de la música, Madrid: Revista de educación, 1964.
- Música y antimúsica en Unamuno (1965).
- El réquiem en la música romántica, Madrid: Rialp, 1965.
- Historia crítica del Conservatorio de Madrid. Madrid: [Soler], 1967.
- Cuaresma y Semana Santa Madrid: Cid, [1968].
- Defensa de una generación [Madrid]: [Taurus Ediciones], [1970].
- Arte y sociedad en la obra de Pérez Galdós, Madrid: Gredos, 1970.
- Memorias de músicos. Madrid: Epesa, 1971.
- La música en el Museo del Prado Madrid: Dirección General de Bellas Artes, 1972.
- La música dentro de la sociología del espectáculo [Granada]: Universidad de Granada, 1972.
- El lied romántico. Madrid: Moneda y Crédito, 1973
- Música y literatura: estudios, Madrid: Rialp, 1974.
- Manuel de Falla y el mundo de la cultura española. Siete lecciones en el Instituto de España, cátedra Manuel de Falla, Madrid: Instituto de España, 1976.
- Pablo Casals, [Madrid: Servicio de Publicaciones del Ministerio de Educación y Ciencia], 1977.
- Historia de la música: en cuadros esquemáticos Madrid: Ediciones y Publicaciones Españolas, 1978
- El nacionalismo y el "lied", Madrid: Real Musical, 1979.
- La religión mundana según Galdós [Santa Cruz de Tenerife]: Cabildo Insular de Gran Canaria, [1979?]
- Picasso y la música (1982).
- Pilar Bayona, Institución Fernando el Católico, 1982.
- Estudios sobre Mahler, Madrid : Rialp, 1983.
- Las reinas de España y la música, [Bilbao]: Banco de Bilbao, [1984]
- Escrito de noche (1985)
- Vida y obra de Franz Liszt, Madrid: Espasa-Calpe, 1986.
- Vida y obra de Manuel de Falla. Madrid: Turner, 1988.
- Ed. de Correspondencia Gerardo Diego - Manuel de Falla [Santander]: Fundación Marcelino Botín, 1988.
- Poetas y novelistas ante la música Madrid: Espasa Calpe, 1989
- Chillida íntimo Madrid : Real Academia de Bellas Artes de San Fernando, 1991.

## Alumnos
- José Luis García del Busto
- José Luis Temes
- Angel Sopeña Quesada